# Natura 2000 en France

Logo de Natura 2000.

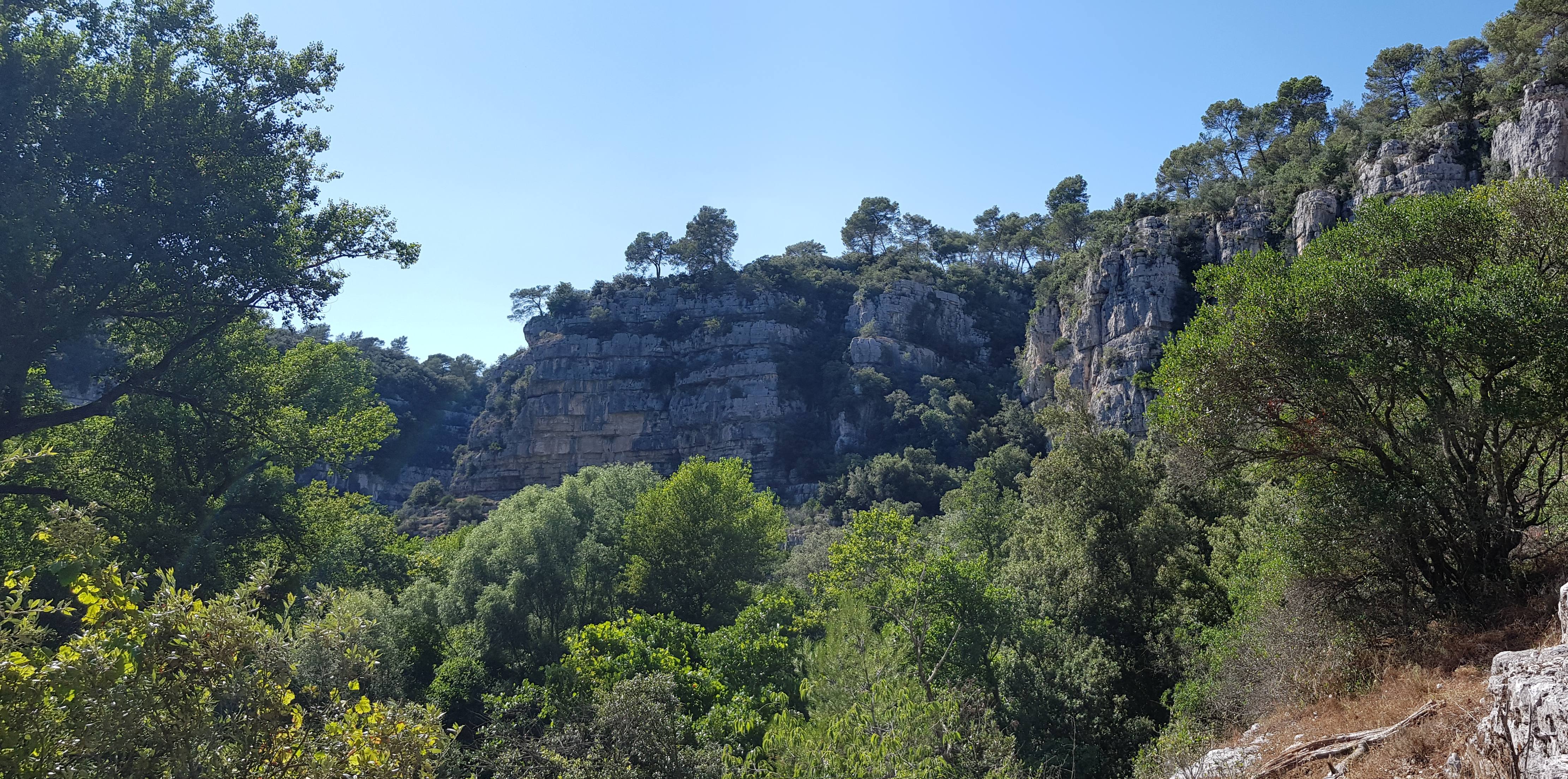
Vue depuis les falaises calcaires, site des Rivières et Gorges du Loup (Alpes-Maritimes).

Le réseau Natura 2000 en France est la partie française du réseau Natura 2000 paneuropéen, il rassemble les aires protégées de France désignées en vertu des deux directives de l'Union européenne dites Directive Oiseaux et Habitats, Faune, Flore. Il existe donc, réglementairement parlant, deux types de sites, bien qu'ils se superposent souvent :
- les zones de protection spéciale (ZPS) créées en application de la directive Oiseaux de 1979. Elles visent à protéger les espèces d'oiseaux, et leurs sites de nidification.
- les zones spéciales de conservation (ZSC) issues de la directive Habitat de 1992, dont l'objectif est de protéger les habitats naturels rares ou fragiles présents sur le territoire européen.

La France a choisi d'utiliser principalement une approche contractuelle dans la gestion de ses sites, au travers de contrats, donnant lieu à des subventions, pour des actions en faveur de la conservation de la nature ou des chartes pour le maintien en l'état des sites.
Les activités potentiellement néfastes sont, cependant, soumises à une évaluation et peuvent être interdites.
Le réseau Natura 2000 s'est doté d'un site web sur lequel est consultable en temps réel le nombre de sites et les surfaces par pays.

## Contexte naturel
La France accueille 123 espèces d'oiseaux protégés par le réseau Natura 2000, ce qui représente 62 % des espèces d'oiseaux protégés que l'on peut trouver en Europe. Pour le reste de la faune dite d'intérêt communautaire, 20 % des espèces sont présentes en France, pour les plantes c'est 10 % et pour les habitats, 57 % des types d'habitats d'intérêt communautaires.

## Historique
La France s'est dotée d'outils réglementaires efficaces à partir de 2001, au moyen de deux décrets :
1. décret no 2001-1031 du 8 novembre 2001[3] relatif à la procédure de désignation des sites Natura 2000 et modifiant le code rural (articles R. 214-15 à R. 214-22) ;
2. décret no 2001-1216 du 20 décembre 2001[4] relatif à la gestion des sites Natura 2000 et modifiant le code rural (articles R. 214-23 à R. 214-39).

Historiquement, après une période de « gel » de la procédure de désignation des sites, une réflexion nationale a permis de déterminer la méthode de désignation à mettre en œuvre en France, en application de la directive no 92/43/cee et de la directive no 2009/147/ce, selon des règles de désignation (et de gestion) traduites dans le droit français dans une section spécifique du Code de l'environnement (France).
Le réseau de sites Natura 2000 français a été particulièrement long à se mettre en place, souvent du fait des polémiques et du mauvais accueil réservé à ce qui a été perçu comme une confiscation des terres. Aussi la Cour de justice des Communautés européennes a sanctionné la France à trois reprises, malgré des avancées significatives, pour le retard pris dans la constitution du réseau Natura 2000 :

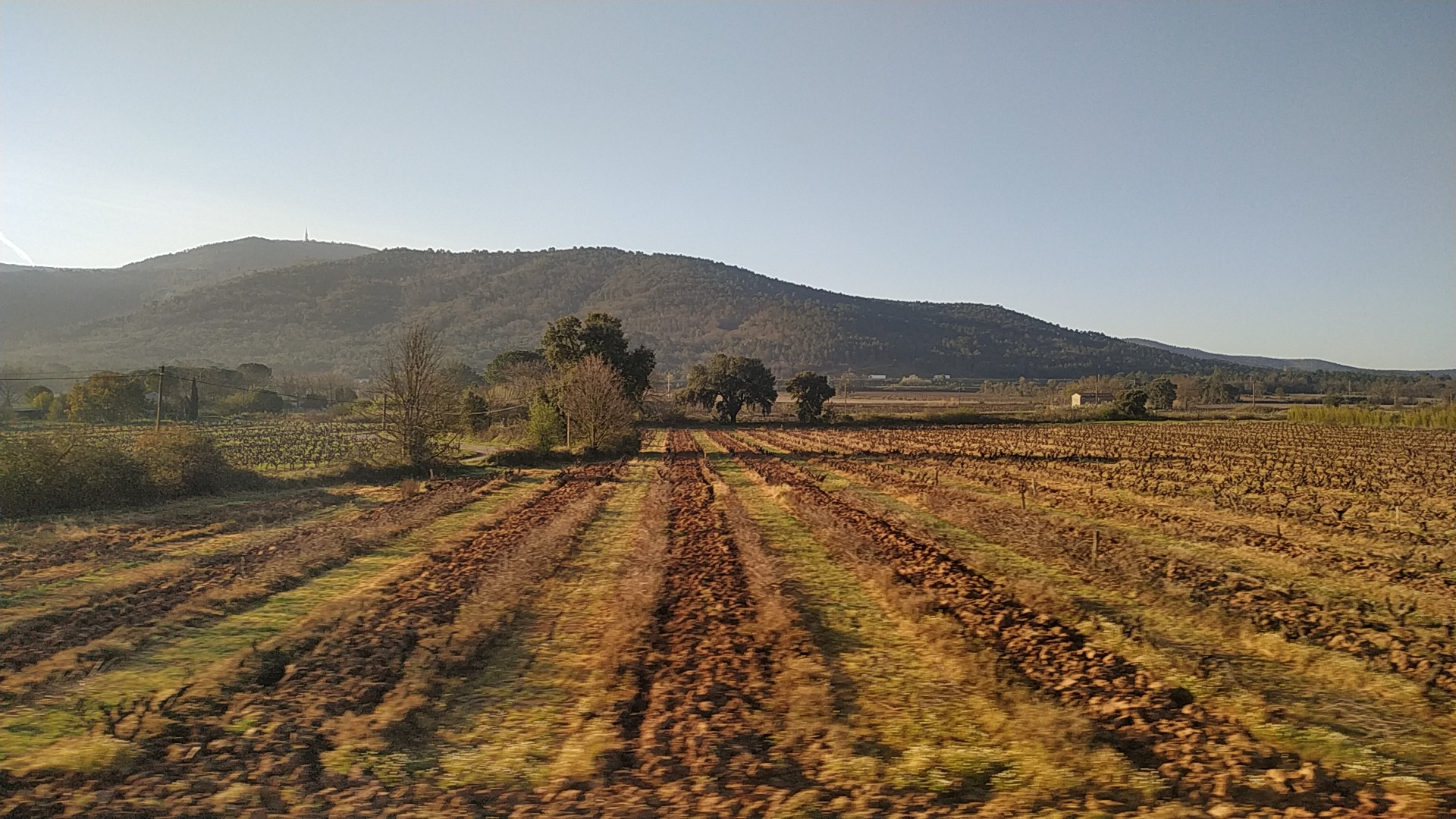
Massif des Maures vu depuis Gonfaron, dans la plaine des Maures.

- le 6 avril 2000, pour le retard pris par la France dans la transposition en droit national des deux directives Habitats et Oiseaux[9] ;
- le 11 septembre 2001, pour insuffisance de propositions de zones spéciales de conservation (ZSC)[10] ;
- le 26 novembre 2002, pour insuffisance de désignation de zones de protection spéciale (ZPS), notamment pour ne pas avoir classé une superficie suffisante de la plaine des Maures (département du Var) en ZPS[11].

À la suite de ces deux condamnations, les rapports entre la France et la Commission européenne sont devenus plus difficiles encore lorsque cette dernière a envoyé en 2004 à l’État français une mise en demeure, puis un avis motivé lui demandant de compléter rapidement son réseau de sites. Cet avis était assorti de menaces de sanctions, notamment de suspension des fonds structurels européens pour les régions qui ne se mettraient pas en conformité avec la directive Habitats.
Pour respecter ses engagements et éviter cette condamnation, la France a transmis en 2006 à la Commission européenne plus de 400 dossiers, se traduisant par un accroissement de la surface du réseau de + 14 % au titre de la directive Habitats-faune-flore et de + 167 % au titre de la directive Oiseaux. Cet effort considérable permet à la France de présenter, au 30 avril 2006, un réseau plus cohérent au regard des enjeux de sauvegarde de la biodiversité de son territoire.
En septembre 2007, le réseau français de sites Natura 2000 comptait 1 705 sites couvrant 6,8 millions d'hectares (hors milieux marins), soit 12,4 % du territoire métropolitain terrestre, comprenant :
- 1 334 sites d'intérêts communautaires (SIC) proposés, soit 4,6 millions d'hectares ;
- 371 zones de protection spéciales (ZPS) représentant 4,3 millions d'hectares.

La liste des sites français a été validée par la Commission européenne le 21 mars 2007, qui a classé définitivement les deux derniers contentieux pour insuffisance de désignation de sites Natura 2000 en France.
Le site internet européen « baromètre Natura 2000 » permet de suivre l'évolution du nombre de sites et de leur surface par pays, depuis 2011. Des ajustements manuels ont été faits régulièrement ce qui limite l'utilité des statistiques présentées.
La superficie terrestre couverte par le réseau Natura 2000 augmente lentement mais régulièrement, selon les chiffres présentés sur le baromètre européen.
Dans le domaine marin, une forte augmentation a eu lieu en 2014/2015 avec la création de sites en haute mer. L'élargissement s'est poursuivi avec l'ajout de huit nouveaux sites en 2018.
En novembre 2022, le réseau Natura 2000 compte en France 1 756 sites dont 221 sites marins, comprenant :
- 403 zones de protection spéciale (ZPS) pour les oiseaux ;
- 1 353 zones spéciales de conservation (ZSC) pour les habitats et les espèces.

La superficie totale est de 203 933 km2, ce qui représente 13 % de la surface terrestre du territoire de la France.

### Évaluation périodique
L'article 17 de la directive Habitats impose une évaluation tous les six ans de l'état de conservation des habitats et espèces, par domaine biogéographique. Des évaluations ont eu lieu en 2013 et 2019. La directive oiseaux impose aux États-membres d'adresser à la commission européenne une synthèse sur les moyens mis en œuvre pour la protection des oiseaux, dans son article 12.

#### 2007
Une première évaluation provisoire du réseau français a été menée pour la période 1995-2006 par divers experts regroupés par le MEDAD et le MNHN. Présentées en octobre 2007 cette évaluation a porté sur 132 habitats naturels et 290 espèces,. Elle montre que même dans les zones Natura 2000, un grand nombre d'habitats et d'espèces sont dans un mauvais état de conservation : 53 % des habitats qui inscrits au titre de Natura 2000 sont en état de conservation « défavorable ou mauvais », de même que 43 % des 199 espèces de faune suivies et 43 % des 91 espèces floristiques patrimoniales suivies. Une analyse plus détaillée de cette évaluation doit être néanmoins faite, tous les groupes d'espèces ne sont pas en mauvais état de conservation (les mammifères sont jugés en bon état de conservation, à l'inverse des amphibiens par exemple), des nuances doivent être apportées selon le domaine biogéographique considéré.
On rappellera également que les habitats et espèces inscrits au titre de Natura 2000 ne sont pas représentatifs de la biodiversité, mais des espèces rares, et qui plus est du territoire européen, ce qui ne reflète pas la situation de l'un ou l'autre des États membres de l'Union.

#### 2015
En 2015, le réseau natura 2000 français comptait 1758 sites pour 12,5 % de la superficie du territoire terrestre métropolitain.
La mission d'évaluation faisait le constat d'un climat largement apaisé sur la question du réseau Natura 2000, mais recommandait l'amélioration des mécanismes budgétaires et de suivi financier et le maintien du budget pour éviter que des tensions ne ressurgissent.

#### 2021
En 2021, le réseau français compte 1756 sites Natura 2000, pour une superficie terrestre de 71 111 km2 et 132 610 km2 pour le domaine marin, ce qui représente 12,96 % du territoire national français.
Selon l'analyse de Paul Rouveyrol et Maya Leroy, publiée en janvier 2021, il existe des différences de conservation entre région biogéographique : dans les régions atlantiques et continentales les habitats et espèces sont dans un état de conservation fortement dégradé, par comparaison les régions méditerranéenne et alpine sont dans un meilleur état de conservation. Il faut dire que ces régions sont mieux couvertes par le réseau Natura 2000.
En matière de résultats, les deux spécialiste du MNHN relèvent quatre points :
- Les espèces d'oiseaux spécialistes des milieux agricoles déclinent moins vite dans les sites Natura 2000 qu'en dehors, selon les données du STOC.
- Les communes dans lesquelles on trouve des ZPS ou ZSC ont perdu moins de surface de prairie permanente entre 2000 et 2010 que les autres.
- La quantité d'arbres de fort diamètre a plus augmenté dans les sites qu'en dehors.
- Les sites, aujourd'hui classés en Natura 2000, subissaient une urbanisation et un développement des grandes cultures moins rapide que dans le reste du territoire français. C'est toujours le cas, même s’il est difficile d'y voir un effet du classement.

En termes de moyens, les Mesures agro-environnementales et climatiques mobilisent la plus grosse part du budget, à l'échelle nationale.

### Décentralisation
L'État a progressivement décentralisé la supervision et le financement des contrats et de l'animation des sites, vers les conseils régionaux. Pendant la période de la PAC 2014-2020 (prolongée jusqu'à 2022), les conseils régionaux étaient autorités de gestion mais l'instruction des dossiers restait réalisée par les services de l'État. Puis la loi 3DS a délégué l'instruction des demandes de financement et l'organisation des CoPils aux conseils régionaux, pour la période 2023-2027.
Ce transfert de compétence n'a pas été souhaité par les régions. De nombreuses voix l'ont critiqué dans les collectivités territoriales ou les associations de protection de l'environnement.

## Gestion

### Principes généraux
Chaque site Natura 2000 est géré par une « structure porteuse » désignée lors de la création du site. Il ne peut s'agir que d'une collectivité territoriale ou d'un groupement de collectivités territoriales concerné(e) par le site. Si aucune collectivité ne s'engage, c'était l'État qui le prennait en charge, avant 2023, et le conseil régional ensuite.
Un comité de pilotage (dit Copil), équivalent du comité consultatif d'une réserve naturelle, doit veiller à la bonne application du droit et au bon déroulement de la gestion du site. Il regroupe des représentants des acteurs en présence sur le site : associations, agriculteurs, collectivités, pouvoirs publics, chasseurs, pêcheurs, etc. Selon le ministère de la transition écologique, 60 % des Copil étaient présidés par des élus locaux, en 2019, le reste étant par défaut présidé par les préfets. Après 2023, les présidents des conseils régionaux reprennent le rôle de président par défaut, tout les Copils sont donc présidés de-facto par des élus. 
La structure porteuse doit élaborer un document d'objectifs (couramment appelé DOCOB), Celui-ci dresse l'état des lieux naturels et socio-économiques et établit les objectifs de gestion du site, pour la conservation du patrimoine naturel, l'information et la sensibilisation du public, le travail réalisé en collaboration avec les acteurs locaux. Le DocOb comprend un échéancier des actions prévues. La rédaction peut être confiée à un tiers, le rédacteur du DocOb est appelé « Opérateur ». Sur le terrain, le suivi des actions réalisées peut être confié à une autre entité qui sera qualifiée de « structure animatrice ».
Le document d'objectifs d'un site est mis à la disposition du public dans toutes les mairies situées sur le territoire du site en question.
Les propriétaires fonciers peuvent s'engager sur des actions prévues dans une « charte Natura 2000 », tandis que les exploitants et autres ayants droit (propriétaires compris) peuvent s'engager sur des « contrats », enfin les travaux sans rapport avec la protection de la nature sont soumis à des « études d'incidence ».

### Contrats Natura 2000

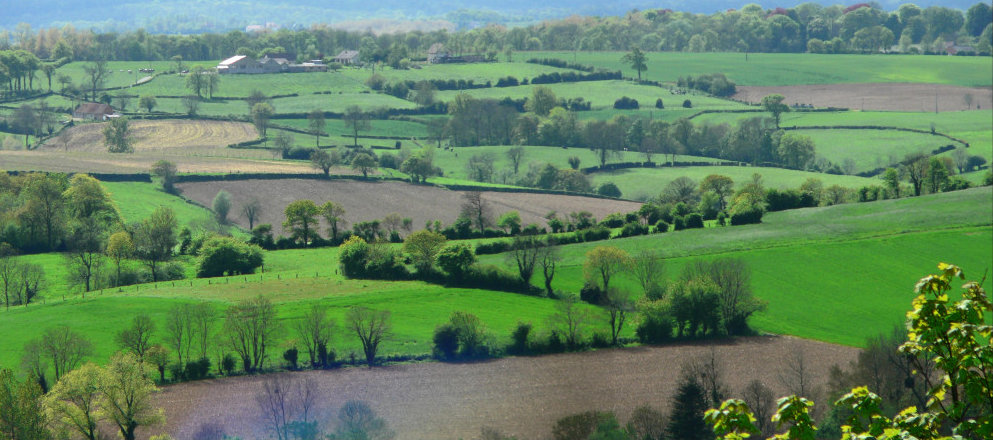
L'entretien des haies fait partie des objectifs de certains contrats Natura 2000 visant à conserver le bocage traditionnel, ici dans le Boulonnais, Pas-de-Calais, France.

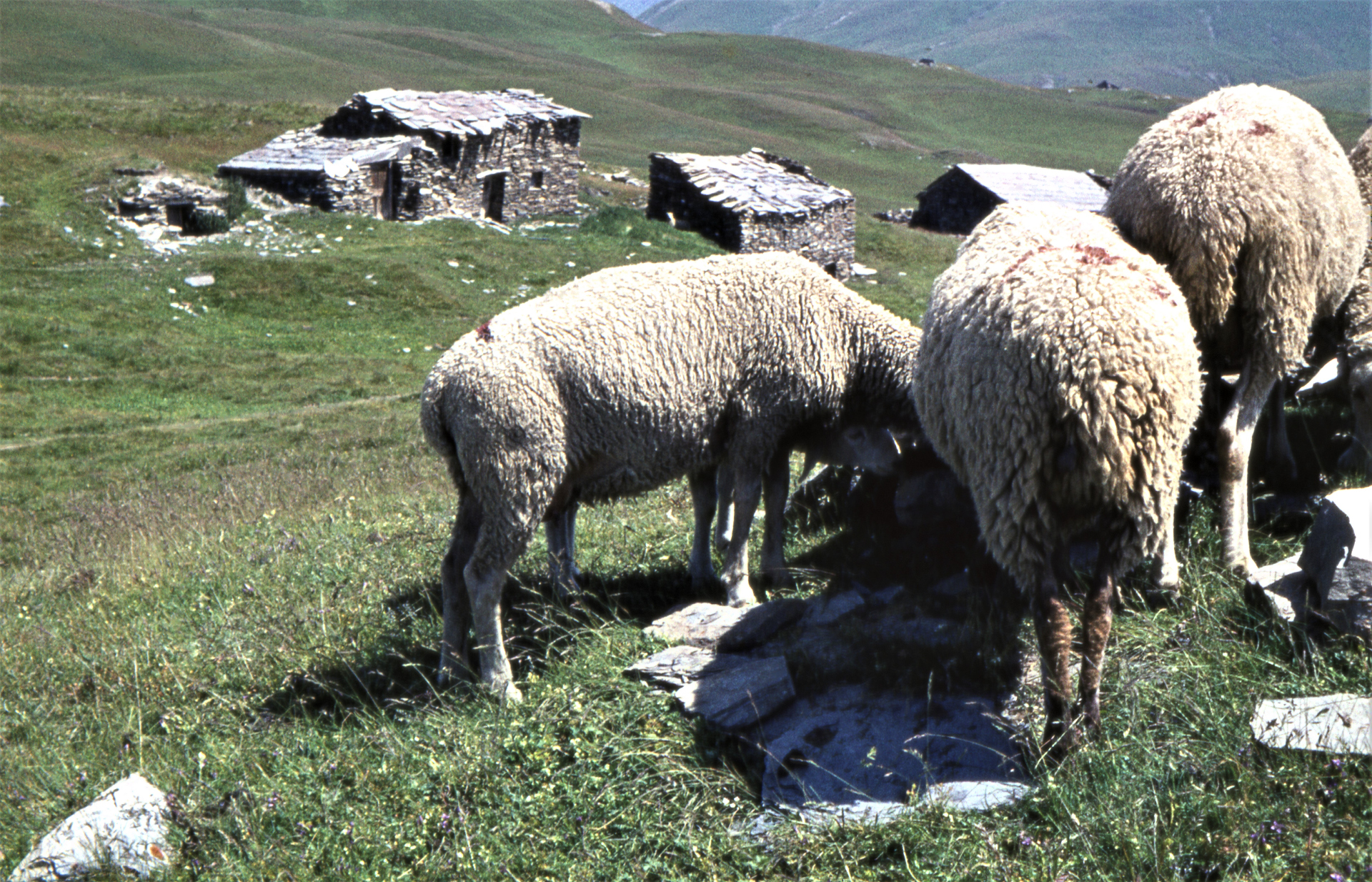
Les contrats Natura 2000 permettent de subventionner le maintien de l'activité de pâturage, comme ici sur le plateau d'Emparis, dans le parc national des Écrins.

Il existe 3 types de contrats Natura 2000 : agricoles, forestier ou « ni-ni ».
Pour les terres agricoles, ce sont les MAEC, « Mesures agro-environnementales et climatiques » (appelées MAET avant 2013, ou CAD avant 2007).
Un contrat Natura 2000 indique la liste des « bonnes pratiques agro-environnementales » que le contractant s'engage à appliquer, ainsi que le descriptif des engagements qui, allant au-delà de ces bonnes pratiques, ouvrent droit à une contrepartie financière.
Les mesures agro-environnementales visent souvent à maintenir des pratiques agricoles anciennes, favorables à la biodiversité, comme le pâturage extensif, l'entretien du bocage ou de mares.
Le financement est assuré en partie par les régions et par l'Union européenne via le second pilier de la PAC et le FEADER géré par les régions.
Les contrats sont signés entre l'État et les propriétaires foncier ou les utilisateurs du terrain, leur rédaction nécessite cependant un important travail technique et administratif de la part des animateurs. Ce travail a tendance à être rendu invisible par la forme du contrat.

### Chartes Natura 2000
Les Chartes Natura 2000 sont un nouvel outil contractuel mis en place par le gouvernement français, progressivement depuis 2005. Spécifique à chaque site et décrite dans le document d'objectifs, la charte Natura 2000 peut être considérée comme un contrat Natura 2000 simplifié : elle décrit les bonnes pratiques agro-environnementales auxquelles les propriétaires de terrain en site Natura 2000 peuvent souscrire, sans les contraindre trop fortement. Cet engagement permet néanmoins d'être exonéré de la taxe foncière sur les terrains non bâtis. Le signataire de la charte peut s'engager sur cinq ou dix ans, indépendamment ou en plus d'un contrat Natura 2000.
Une circulaire interministérielle du 30 avril 2007 précise le contenu de la charte Natura 2000, les modalités de son élaboration dans le cadre du DOCOB et la procédure d’adhésion à la charte.

### Évaluations d'incidence

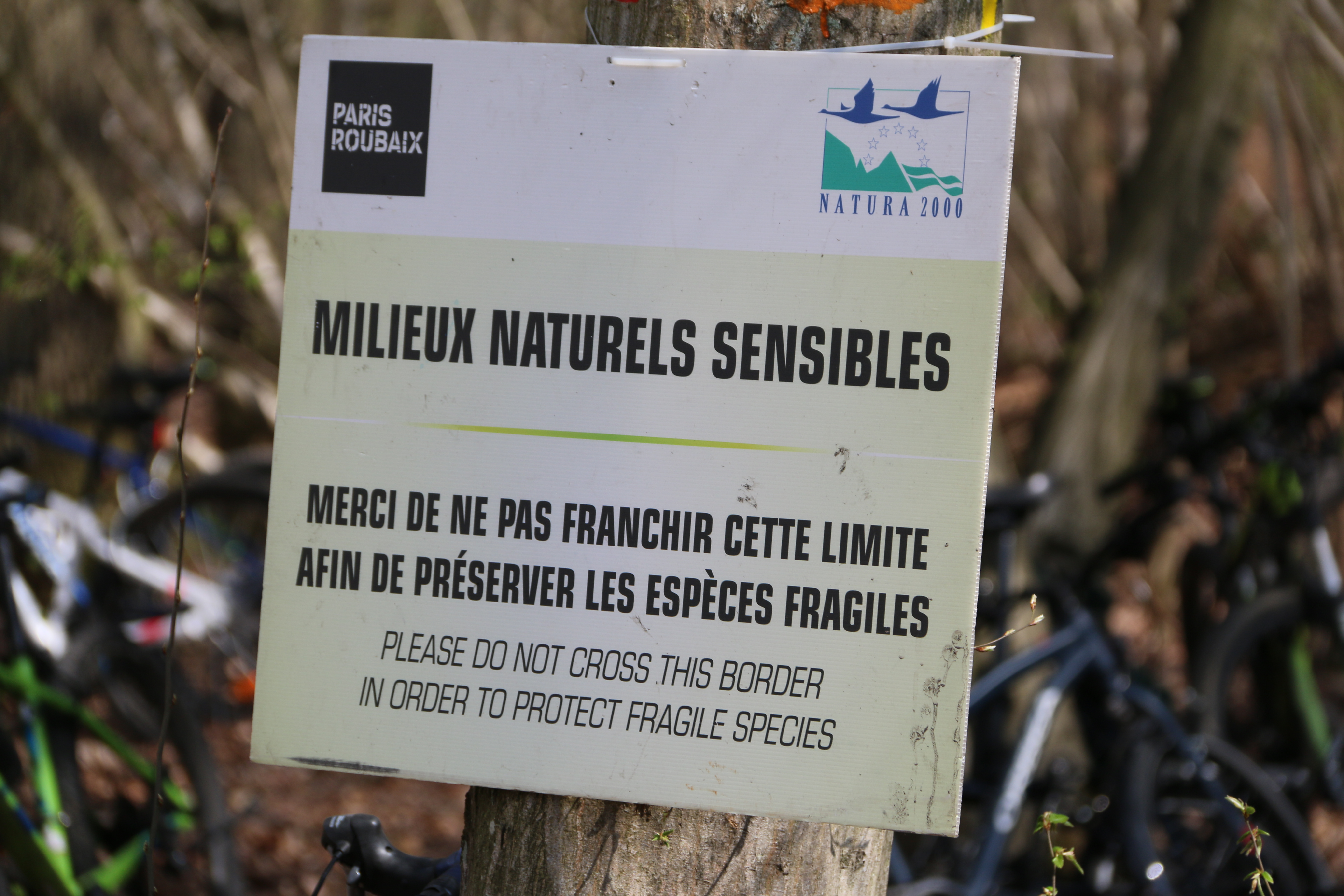
La course cycliste Paris-Roubaix est une manifestation sportive soumise à évaluation des incidences Natura 2000, des panneaux de mise en défens signalent les sites Natura 2000 sur son parcours, comme le long de la Trouée d'Arenberg traversant la Forêt de Raismes-Saint-Amand-Wallers.

Pour tout projet d'envergure non prévus par le DOCOB, la directive Habitats prévoit une procédure d'évaluation d'impact sur le site (pour une ZSC comme pour une ZPS). Si le projet peut avoir un impact important, il est annulé, sauf dérogation exceptionnelle pour des raisons impératives d'intérêt public (santé publique, sécurité publique, bénéfice économique et social vital, ou bénéfice environnemental indirect). Les projets soumis à ces études d'incidences sont répertoriés dans une liste nationale complétée par 2 listes départementales. Il peut s'agir de modification ou de rédaction de documents de planification, de projets de travaux, de manifestation ou de tout type d'interventions. Une clause filet permet de réglementer ou d'interdire des projets qui ne seraient pas compris dans les trois listes, mais qui seraient susceptible d'impacter négativement un site Natura 2000.
La rédaction des listes départementales a été longue et en 2015, seul 82 départements métropolitains, sur 96, avaient finalisés la rédaction des listes départementales.
Une étude menée en 2019, sur la base d'entretiens, a conclue en une bonne prise en compte des enjeux et une qualité correcte des prescriptions imposées aux porteurs de projets, avec une amélioration de la qualité des dossier au cours du temps. En ce qui concerne, les manifestations sportives, les projets éoliens, les travaux forestiers, ou hydrauliques, ainsi que les plans et programmes, l'évaluation des incidences semble efficace. L'efficacité de l'évaluation des incidences est limitée en ce qui concerne les permis de construire, instruits par les municipalités, celles-ci demandant très rarement un avis aux services de l'État chargés de la protection de la nature. Cet outil est insuffisamment efficace pour réduire les impacts négatifs des grands projets d'infrastructures. L'évaluation des incidences est également peu efficace pour influer sur l'intensification des pratiques agricoles. Enfin, l'application de cette politique publique est variable d'un département à l'autre et la clause-filet apparait difficilement applicable .

### Pesticides
À la suite d'un recours de l'association France Nature Environnement, dans sa décision no 437613 du 15 novembre 2021, le conseil d'État impose au gouvernement d'interdire ou de réglementer l'usage des pesticides dans les zones Natura 2000, dans un délai de 6 mois.
Un décret est paru le 28 novembre 2022, en application de la décision du conseil d'État, il enjoint aux préfets de prendre les mesures nécessaires pour encadrer ou interdire l'usage des pesticides dans les sites Natura 2000. Puis le 12 décembre 2023, une circulaire ministérielle viens préciser les conditions de mise en œuvre du décret.
Environ 10 % de la SAU en France serait comprise dans des sites Natura 2000, soit approximativement 3 millions d'hectares, dont la moitié est constitué de prairie permanente où l'usage de pesticides est limité voir absent.

## Gestionnaires
Le gestionnaire d'un site Natura 2000 sur le terrain est appelé un « animateur Natura 2000 ».
Les conservatoires d'espaces naturels sont structures animatrices de 200 sites Natura 2000, pour une surface de 180 000 ha.
La ligue pour la protection des oiseaux anime 50 sites Natura 2000 soit 4 % du réseau français.
Les parcs naturels régionaux gèrent dans la majorité des cas les sites Natura 2000, en théorie tous, qui sont situés dans leurs périmètres d'action. Les réseaux des parcs naturels régionaux et des gestionnaires de réserves naturelles en France sont fortement impliqués dans l'animation des sites Natura 2000.

## Liste par département

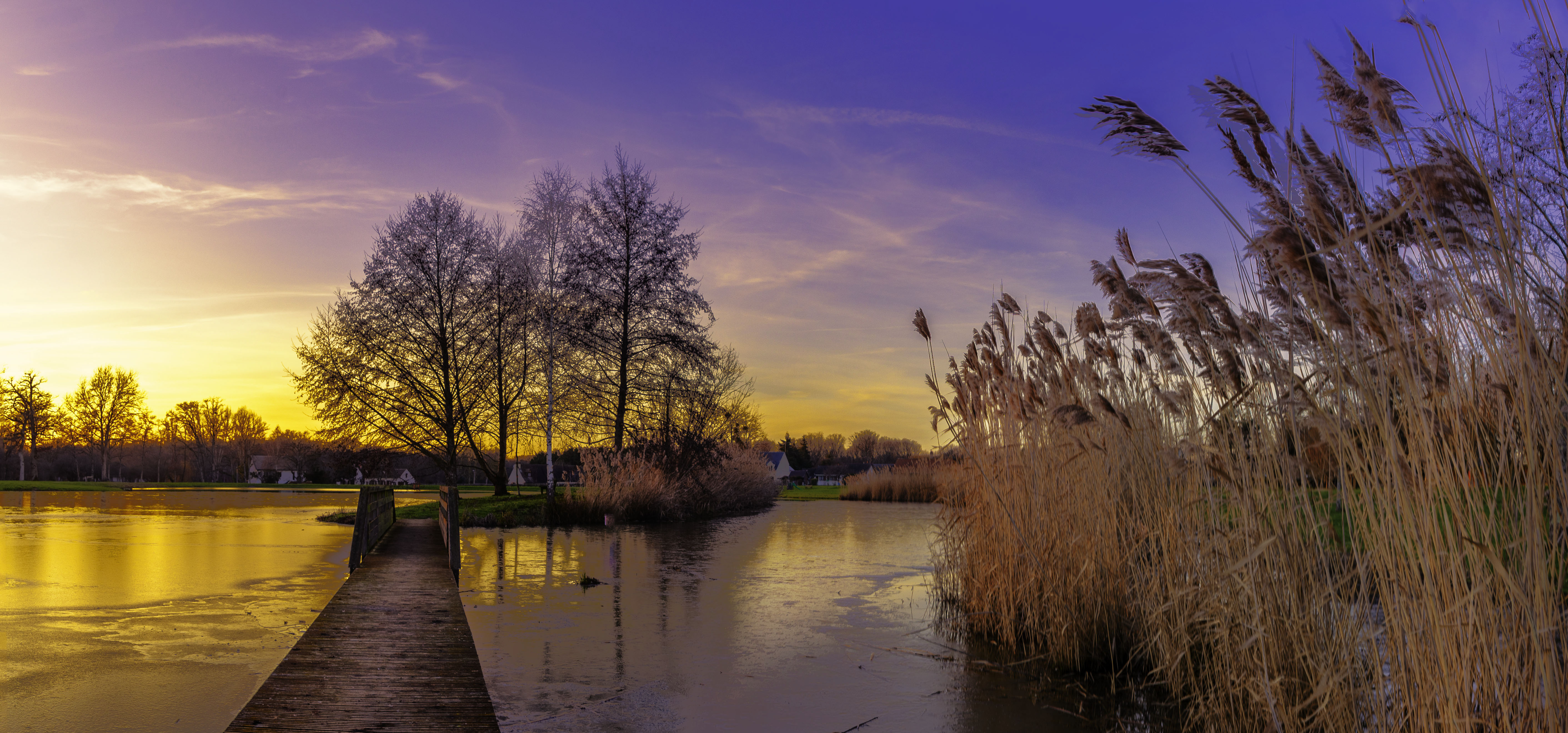
La Sologne accueille le plus grand site Natura 2000 de France : la ZSC FR2402001 laquelle s'étend sur 346184 ha répartis sur 96 communes, dans 3 départements.

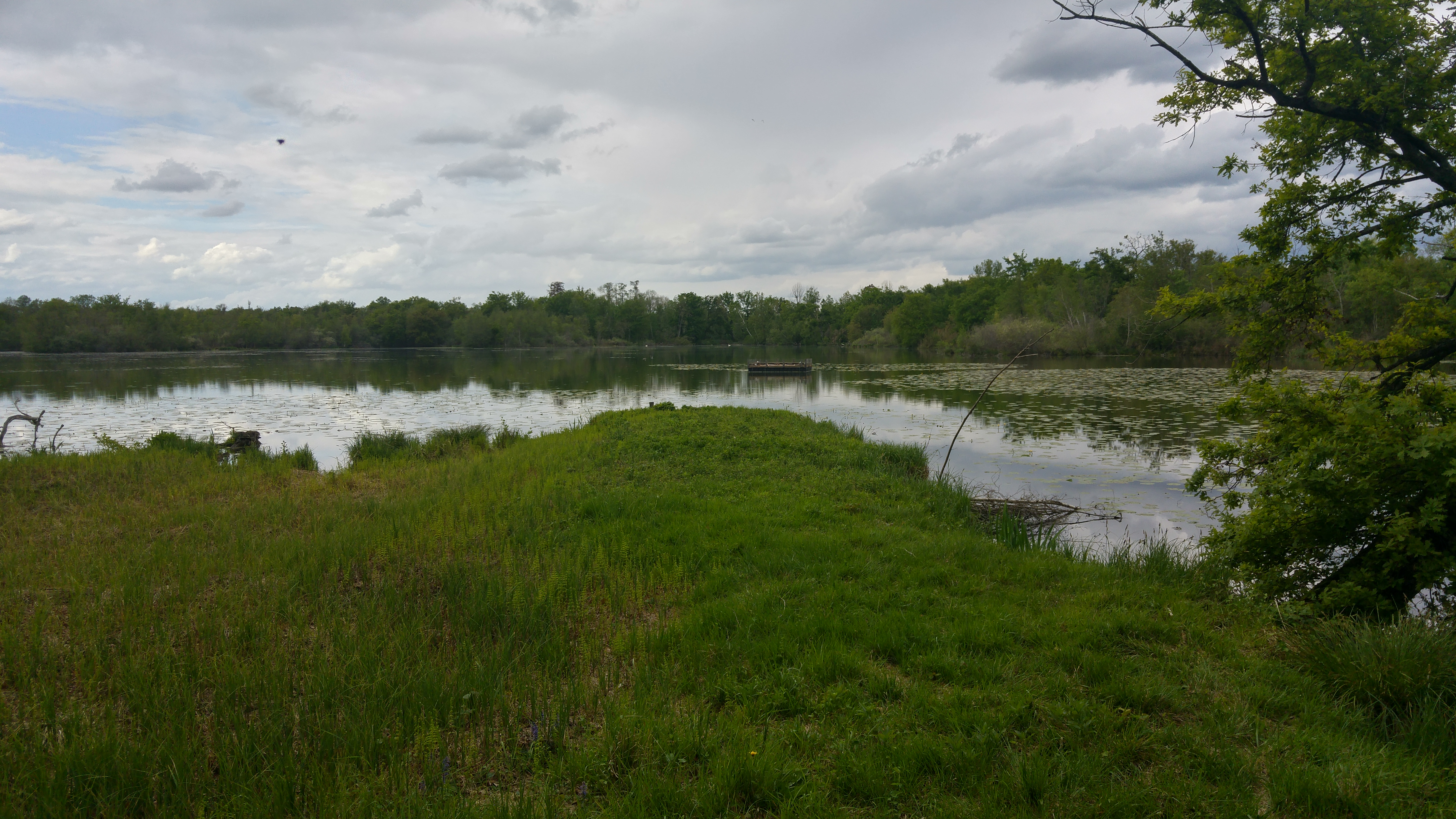
Étang aux moines dans les marais des basses vallées de la Juine et de l'Essonne, à Fontenay-le-Vicomte, une des Aires protégées en Essonne. Ce site est l'un des deux sites Natura 2000 inscrits sur la liste verte de l'UICN. Prise de vue depuis l'observatoire ornithologique. On aperçoit le radeau installé pour permettre la nidification des sternes Pierregarin.

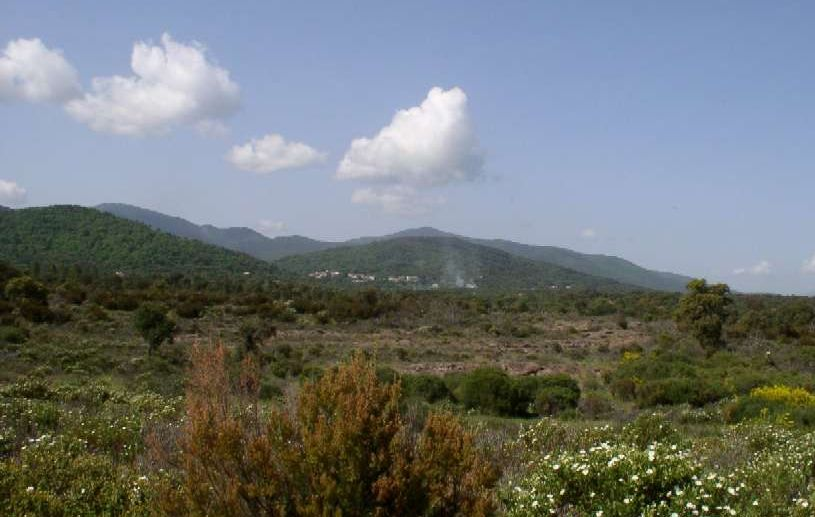
La plaine et le massif des Maures (Var).

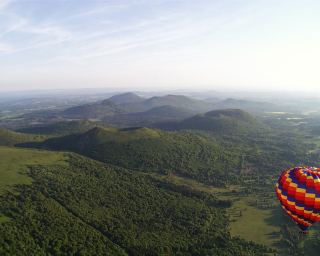
Chaîne des Puys (Puy-de-Dôme).

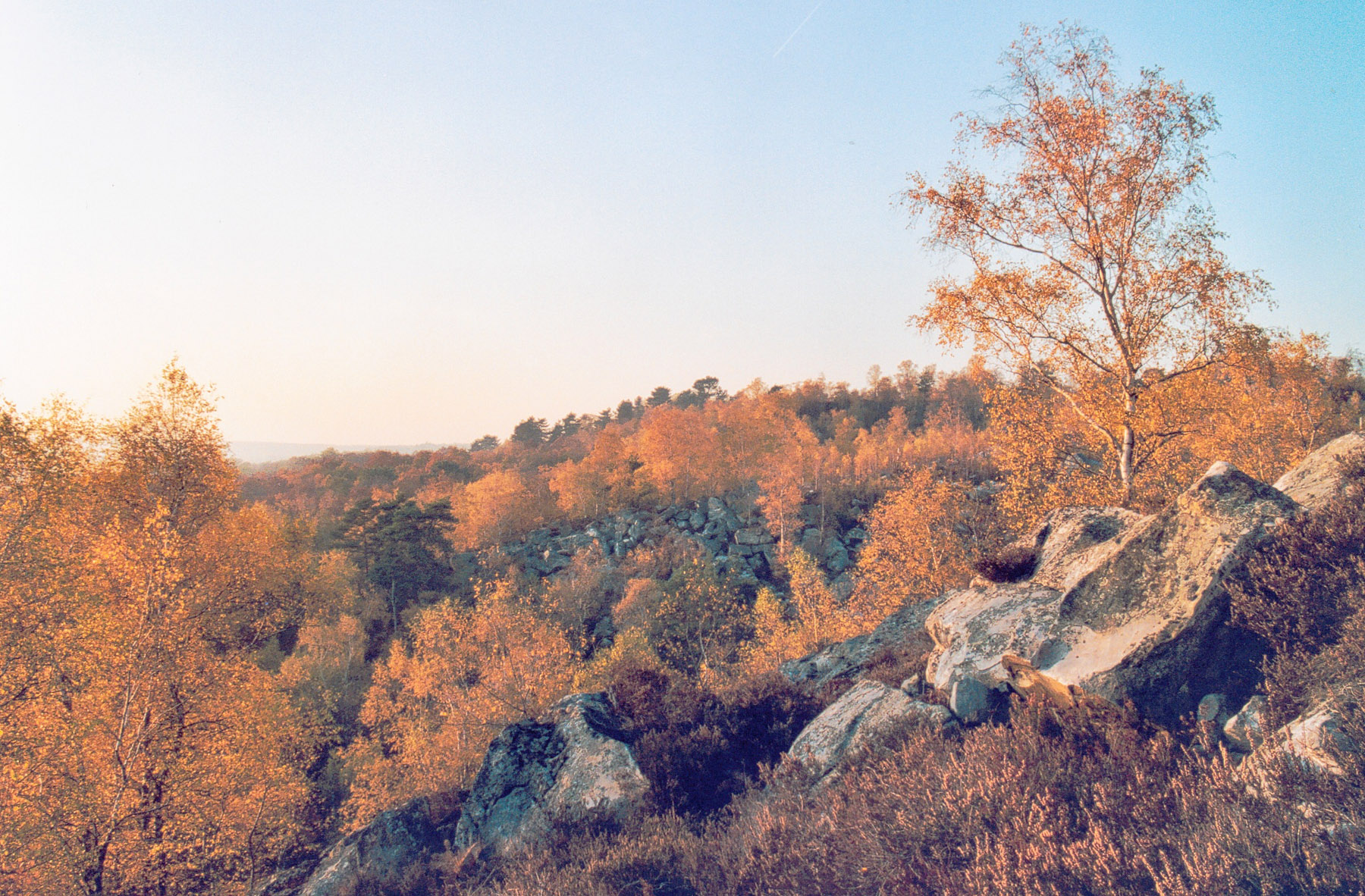
Forêt de Fontainebleau (Seine-et-Marne).

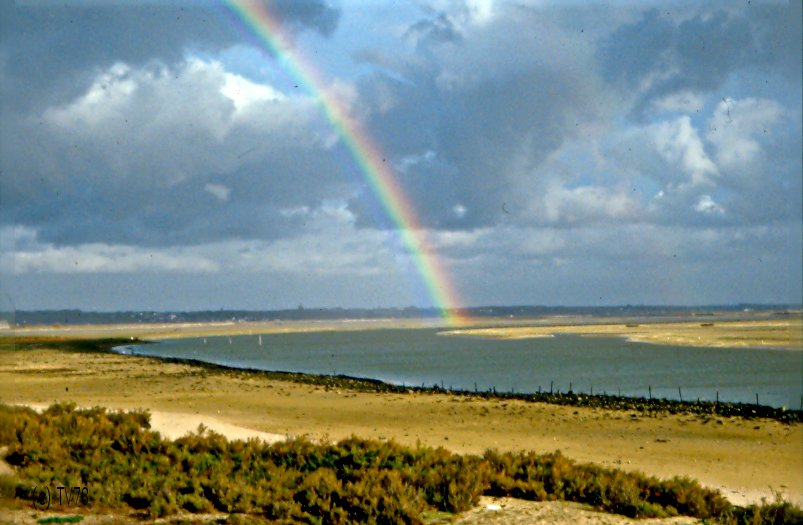
Le traict et les marais salants de Guérande (Loire-Atlantique).

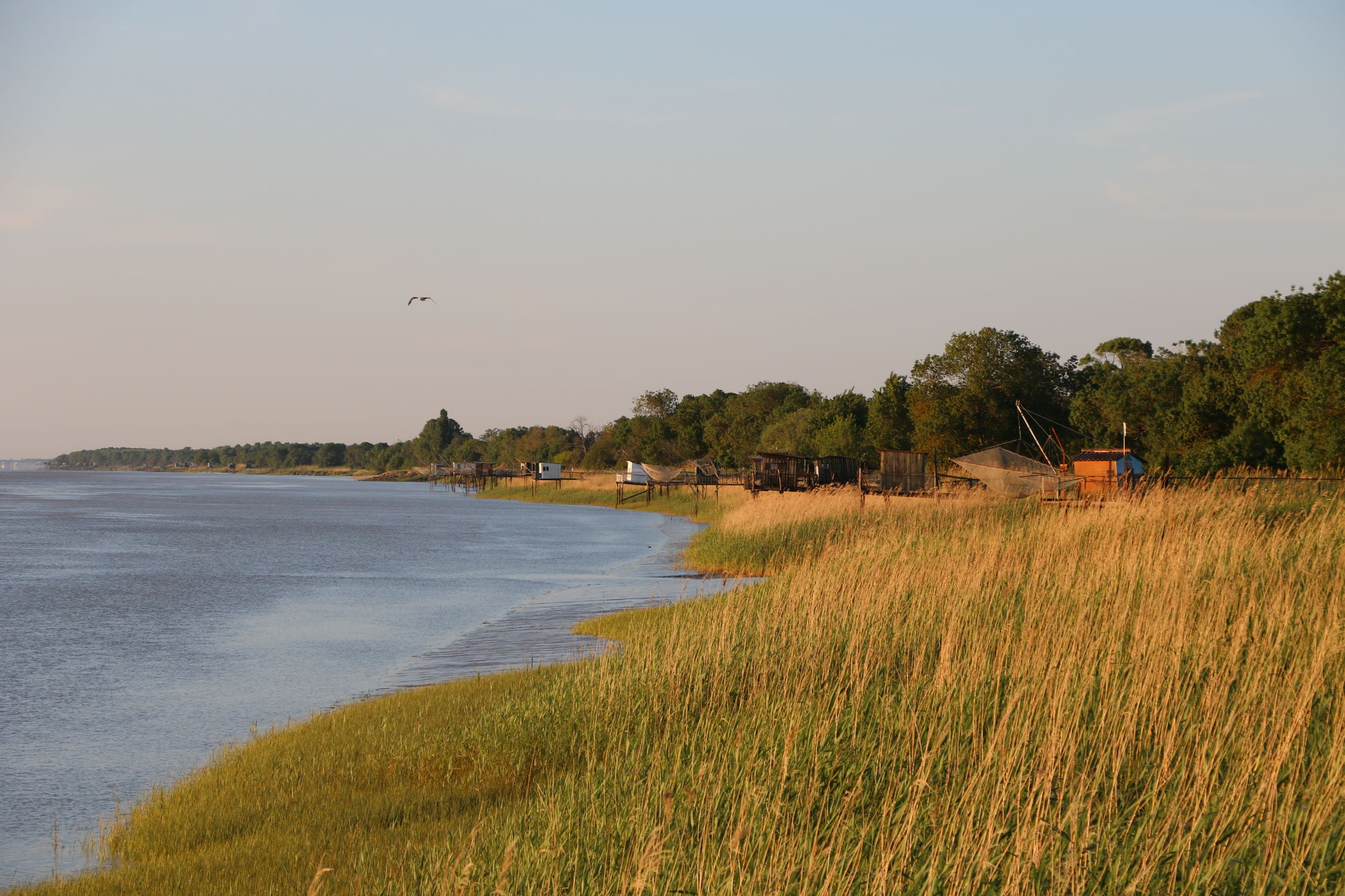
Roselière de Pauillac sur l'estuaire de la Gironde (Gironde).

| #  | Département             | SIC  | ZPS  | Total |
| -- | ----------------------- | ---- | ---- | ----- |
| 01 | Ain                     | +19, | +08, | +27,  |
| 02 | Aisne                   | +13, | +05, | +18,  |
| 03 | Allier                  | +18, | +05, | +23,  |
| 04 | Alpes-de-Haute-Provence | +23, | +04, | +27,  |
| 05 | Hautes-Alpes            | +16, | +07, | +23,  |
| 06 | Alpes-Maritimes         | +23, | +03, | +26,  |
| 07 | Ardèche                 | +19, | +03, | +22,  |
| 08 | Ardennes                | +14, | +05, | +19,  |
| 09 | Ariège                  | +15, | +06, | +21,  |
| 10 | Aube                    | +17, | +05, | +22,  |
| 11 | Aude                    | +19, | +16, | +35,  |
| 12 | Aveyron                 | +26, | +03, | +29,  |
| 13 | Bouches-du-Rhône        | +16, | +14, | +30,  |
| 14 | Calvados                | +18, | +05, | +23,  |
| 15 | Cantal                  | +27, | +04, | +31,  |
| 16 | Charente                | +19, | +05, | +24,  |
| 17 | Charente-Maritime       | +32, | +12, | +44,  |
| 18 | Cher                    | +13, | +02, | +15,  |
| 19 | Corrèze                 | +16, | +02, | +18,  |
| 2A | Corse-du-Sud            | +37, | +10, | +47,  |
| 2B | Haute-Corse             | +37, | +15, | +52,  |
| 21 | Côte-d'Or               | +14, | +03, | +17,  |
| 22 | Côtes-d'Armor           | +15, | +05, | +20,  |
| 23 | Creuse                  | +11, | +02, | +13,  |
| 24 | Dordogne                | +21, | +00, | +21,  |
| 25 | Doubs                   | +20, | +09, | +29,  |
| 26 | Drôme                   | +27, | +06, | +33,  |
| 27 | Eure                    | +16, | +02, | +18,  |
| 28 | Eure-et-Loir            | +04, | +02, | +06,  |
| 29 | Finistère               | +28, | +12, | +40,  |
| 30 | Gard                    | +27, | +16, | +43,  |
| 31 | Haute-Garonne           | +08, | +04, | +12,  |
| 32 | Gers                    | +06, | +00, | +06,  |
| 33 | Gironde                 | +46, | +09, | +55,  |
| 34 | Hérault                 | +35, | +17, | +52,  |
| 35 | Ille-et-Vilaine         | +10, | +03, | +13,  |
| 36 | Indre                   | +07, | +02, | +09,  |
| 37 | Indre-et-Loire          | +06, | +04, | +10,  |
| 38 | Isère                   | +22, | +04, | +26,  |
| 39 | Jura                    | +28, | +11, | +39,  |
| 40 | Landes                  | +26, | +05, | +31,  |
| 41 | Loir-et-Cher            | +07, | +06, | +13,  |
| 42 | Loire                   | +16, | +05, | +21,  |
| 43 | Haute-Loire             | +25, | +02, | +27,  |
| 44 | Loire-Atlantique        | +14, | +12, | +26,  |
| 45 | Loiret                  | +10, | +04, | +14,  |
| 46 | Lot                     | +19, | +00, | +19,  |
| 47 | Lot-et-Garonne          | +15, | +00, | +15,  |
| 48 | Lozère                  | +17, | +03, | +20,  |
| 49 | Maine-et-Loire          | +09, | +05, | +14,  |
| 50 | Manche                  | +18, | +06, | +24,  |
| 51 | Marne                   | +22, | +05, | +27,  |
| 52 | Haute-Marne             | +39, | +05, | +44,  |
| 53 | Mayenne                 | +07, | +01, | +08,  |
| 54 | Meurthe-et-Moselle      | +21, | +06, | +27,  |
| 55 | Meuse                   | +20, | +08, | +28,  |
| 56 | Morbihan                | +17, | +07, | +24,  |
| 57 | Moselle                 | +21, | +06, | +27,  |
| 58 | Nièvre                  | +20, | +04, | +24,  |
| 59 | Nord                    | +11, | +06, | +17,  |
| 60 | Oise                    | +14, | +03, | +17,  |
| 61 | Orne                    | +20, | +01, | +21,  |
| 62 | Pas-de-Calais           | +23, | +07, | +30,  |
| 63 | Puy-de-Dôme             | +28, | +04, | +32,  |
| 64 | Pyrénées-Atlantiques    | +37, | +15, | +52,  |
| 65 | Hautes-Pyrénées         | +20, | +02, | +22,  |
| 66 | Pyrénées-Orientales     | +19, | +10, | +29,  |
| 67 | Bas-Rhin                | +10, | +06, | +16,  |
| 68 | Haut-Rhin               | +11, | +05, | +16,  |
| 69 | Rhône                   | +04, | +00, | +04,  |
| 70 | Haute-Saône             | +08, | +05, | +13,  |
| 71 | Saône-et-Loire          | +19, | +06, | +25,  |
| 72 | Sarthe                  | +12, | +00, | +12,  |
| 73 | Savoie                  | +18, | +07, | +25,  |
| 74 | Haute-Savoie            | +25, | +11, | +36,  |
| 75 | Paris                   | +00, | +00, | +00,  |
| 76 | Seine-Maritime          | +17, | +02, | +19,  |
| 77 | Seine-et-Marne          | +14, | +04, | +18,  |
| 78 | Yvelines                | +06, | +03, | +09,  |
| 79 | Deux-Sèvres             | +11, | +05, | +16,  |
| 80 | Somme                   | +15, | +03, | +18,  |
| 81 | Tarn                    | +09, | +01, | +10,  |
| 82 | Tarn-et-Garonne         | +07, | +02, | +09,  |
| 83 | Var                     | +23, | +08, | +31,  |
| 84 | Vaucluse                | +11, | +03, | +14,  |
| 85 | Vendée                  | +12, | +08, | +20,  |
| 86 | Vienne                  | +12, | +08, | +20,  |
| 87 | Haute-Vienne            | +12, | +01, | +13,  |
| 88 | Vosges                  | +28, | +02, | +30,  |
| 89 | Yonne                   | +14, | +01, | +15,  |
| 90 | Territoire de Belfort   | +03, | +02, | +05,  |
| 91 | Essonne                 | +07, | +03, | +10,  |
| 92 | Hauts-de-Seine          | +00, | +00, | +00,  |
| 93 | Seine-Saint-Denis       | +00, | +01, | +01,  |
| 94 | Val-de-Marne            | +00, | +00, | +00,  |
| 95 | Val-d'Oise              | +03, | +01, | +04,  |